# 27194 Jonathanli
27194 Jonathanli este un asteroid din centura principală de asteroizi.

## Descriere
27194 Jonathanli este un asteroid din centura principală de asteroizi. A fost descoperit pe 12 februarie 1999 la Socorro, New Mexico, în cadrul proiectului LINEAR. Asteroidul prezintă o orbită caracterizată de o semiaxă mare de 2,59 ua, o excentricitate de 0,14 și o înclinație de 1,2° în raport cu ecliptica.